# Dam med solfjäder
Dam med solfjärder är en porträttmålning av den spanske barockkonstnären Diego Velázquez. Den utfördes med oljefärg på duk omkring 1640 och ingår i Wallace Collection i London.
Velázquez flyttade 1623 från födelsestaden Sevilla till Madrid där han snabbt blev den ledande konstnären vid Filip IV:s hov. Han målade framförallt porträtt av den kungliga familjen; detta gåtfulla porträtt är emellertid ett sällsynt exempel på porträtt av en okänd kvinna utanför Filip IV:s inre hovkrets. Hennes identitet är omdiskuterad och en som föreslagits är den franska hertiginnan Marie de Rohan som en tid befann sig i landsflykt i Madrid.